# Sorcy-Saint-Martin
Sorcy-Saint-Martin (dt. Sorsei) ist eine französische Gemeinde mit 1.044 Einwohnern (Stand: 1. Januar 2022) im Département Meuse in der Region Grand Est (bis 2015 Lothringen). Sie gehört zum Arrondissement Commercy und zum Kanton Vaucouleurs.

## Geografie
Sorcy-Saint-Martin liegt an der Maas (frz: Meuse) sowie am Canal de la Meuse. Umgeben wird Sorcy-Saint-Martin von den Nachbargemeinden Euville im Norden, Boucq im Nordosten und Osten, Troussey im Osten und Südosten, Void-Vacon im Süden sowie Laneuville-au-Rupt im Westen.

## Bevölkerungsentwicklung
| Jahr                       | 1962 | 1968 | 1975 | 1982 | 1990 | 1999 | 2006 | 2019 |
| Einwohner                  | 1246 | 1161 | 1018 | 1027 | 994  | 953  | 1001 | 1066 |
| Quellen: Cassini und INSEE |      |      |      |      |      |      |      |      |

## Sehenswürdigkeiten
- Oppidum
- Kirche Saint-Martin im Ortsteil Saint-Martin, ursprünglicher Bau Teil eines untergegangenen Benediktinerklosters aus dem 9. Jahrhundert, Monument historique seit 1995
- Kirche Saint-Rémi im Ortsteil Sorcy-Village aus dem 18. Jahrhundert
- Kapelle von Le Chana
- Soldatenfriedhof
- Waschhaus aus dem 19. Jahrhundert

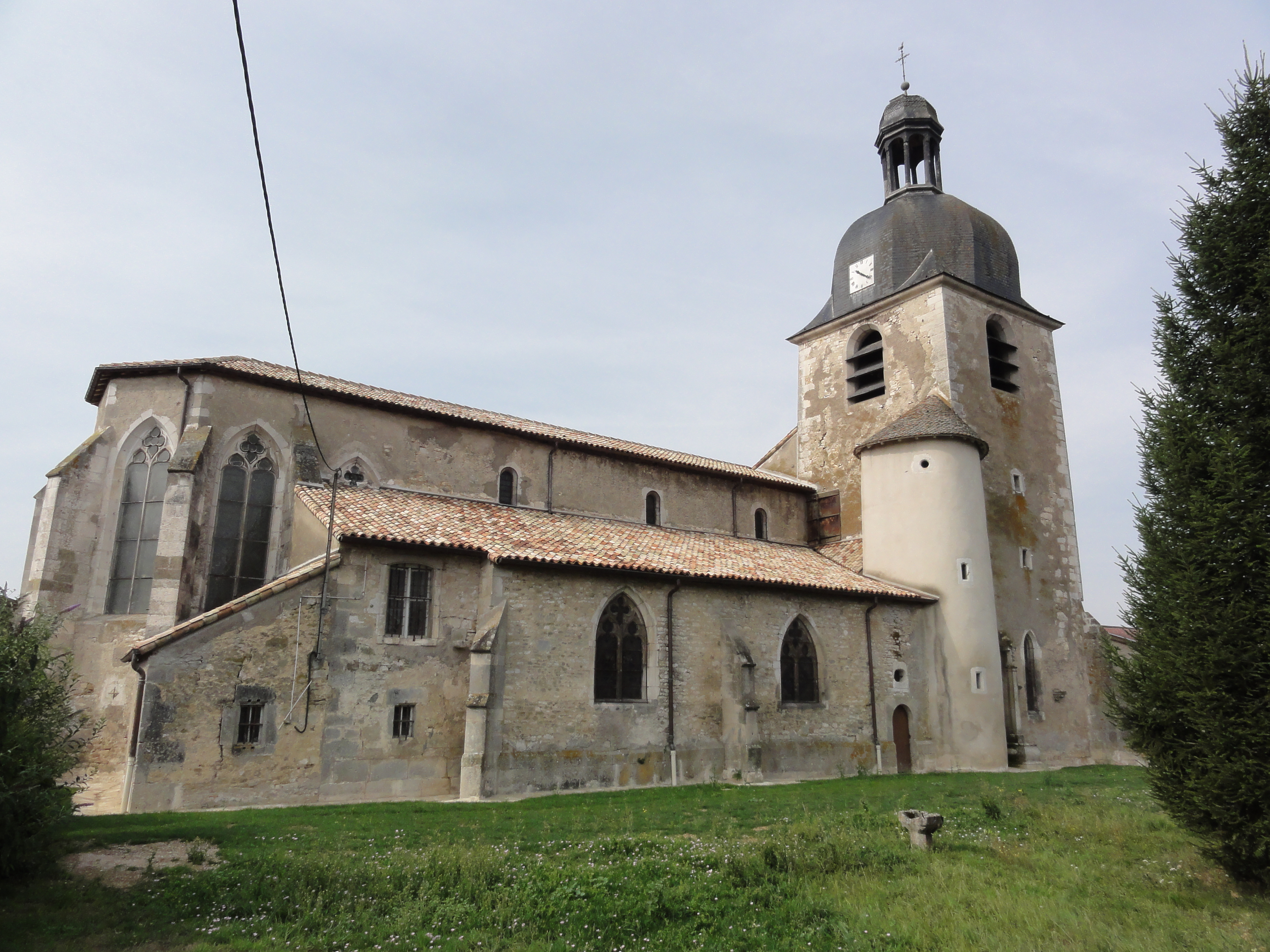
Kirche Saint-Martin
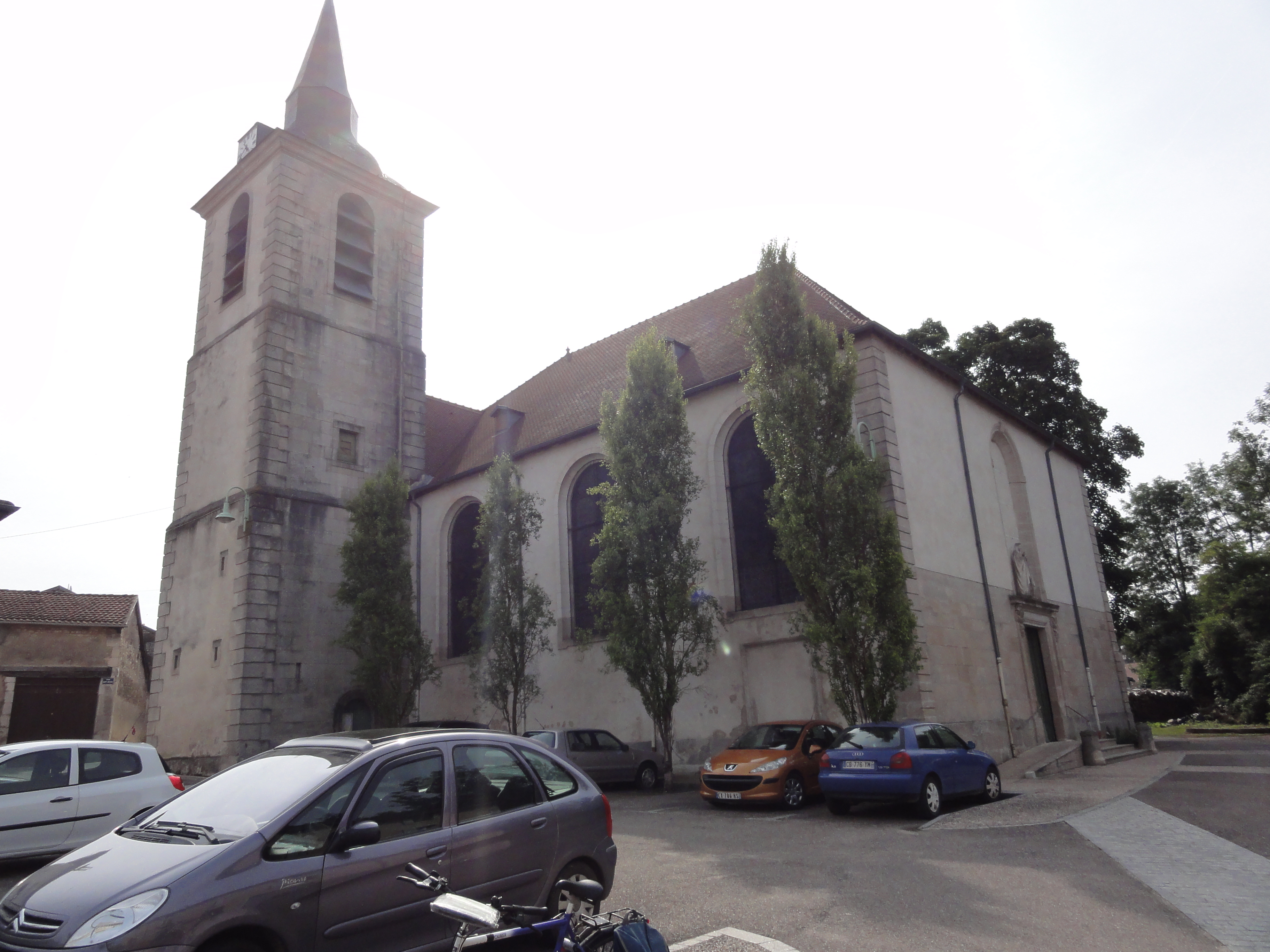
Kirche Saint-Rémi

## Persönlichkeiten
- Eudes II. de Sorcy (gestorben 1230), Bischof von Toul von 1219/1220 bis 1228